# Gorō Inagaki

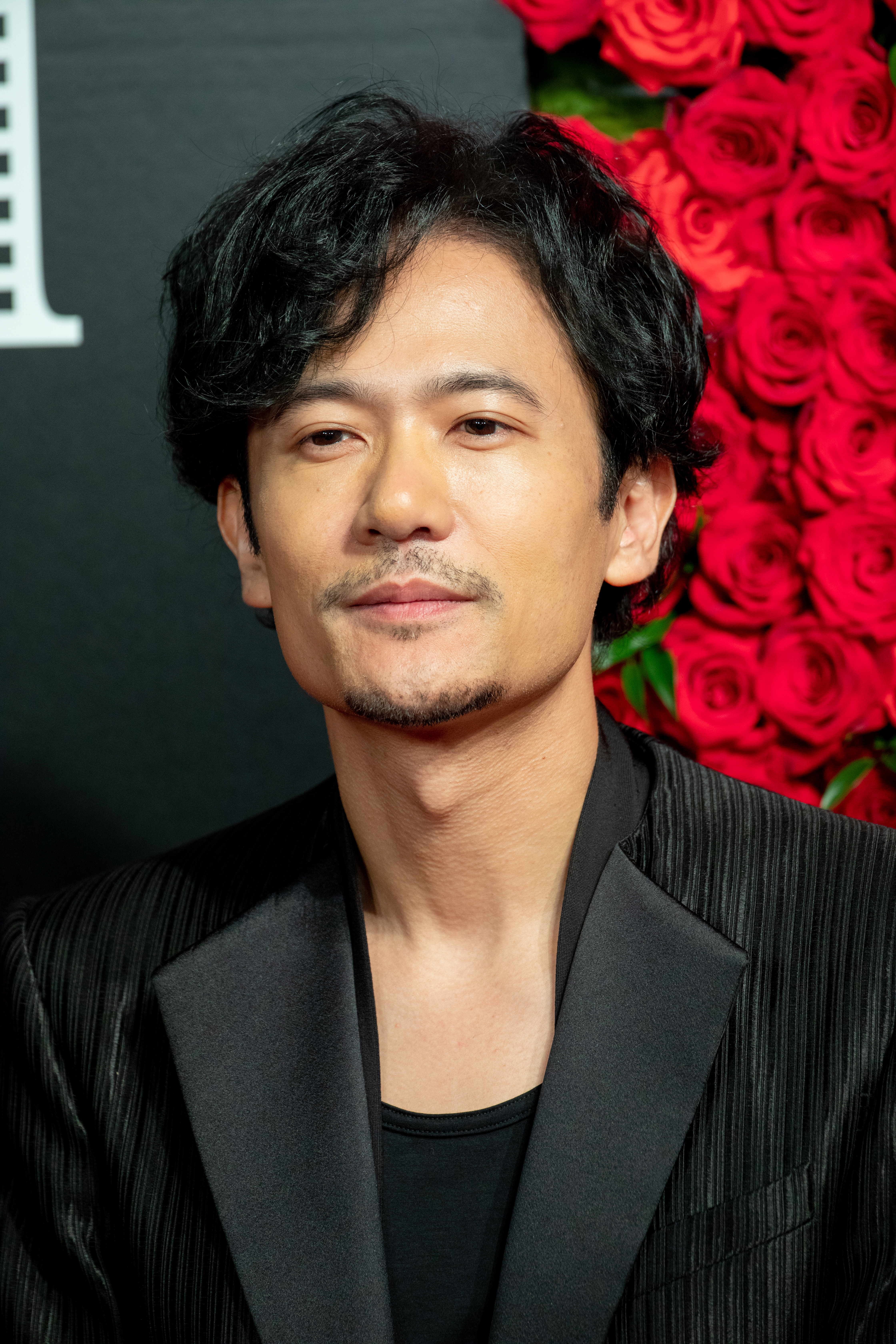
Gorō Inagaki

Gorō Inagaki (jap. 稲垣 吾郎 Inagaki Gorō; * 8. Dezember 1973 in Itabashi-ku, Tokyo) ist ein Mitglied der japanischen Teen-Idol-Band SMAP. Er hat mit Goro's Bar seine eigene Late-Night-Show und hat Rollen in Dorama und einigen Kinofilmen.

## Person
1987 Teilnahme an einem Casting von Johnny & Associates, das ihm eine Mitgliedschaft in der Tanzgruppe Skateboys ermöglicht. Bereits 1988 wird aus den ehemals zwölf Mitgliedern der Skateboys SMAP gebildet.
Im Jahr 1991 folgte die Debütsingle von SMAP und 1996 begann der Start ihrer Variety-Show SMAP×SMAP.

## Filmografie (Auswahl)

### Filme
- Private Lessons II (1993)
- Shoot (1994)
- Warai no daigaku (2004)
- 13 Assassins (2010)

### Fernsehserien
- Seishun Kazoku (NHK, 1989)
- Hatachi no yakusoku (Fuji TV, 1992)
- Homura Tatsu, NHK (1993)
- Tokyo daigaku monogatari (TV Asahi, 1994)
- Saikou no koibito (TV Asahi, 1995)
- Sachan usotsuite gomenne (TBS, 1995)
- Rennai zenya ichidodake no koi (1996)
- Boku ga boku de aru tame ni (Fuji TV, 1997)
- Kare (Fuji TV, 1997)
- Koi no katamichi kippu (NTV, 1997)
- Odoru daisosasen – Nenmatsu tokubetsu keikai Special (1997)
- Sommelier (Fuji TV, 1998)
- Kiken na kankei (Fuji TV, 1999)
- Saimin (TBS, 2000)
- Yonimo Kimyona Monogatari Boku wa tabi wo suru (Fuji TV, 2001)
- Yoisho no Otoko (TBS, 2002)
- Renai Hensachi Chapter 2 (Fuji TV, 2002)
- Yonimo Kimyona Monogatari Kao wo nusumareta (Fuji TV, 2003)
- Hontou ni Atta Kowai Hanashi (Fuji TV, 2004)
- M no Higeki (TBS, 2005)
- Asuka e, soshite mada minu ko e (Fuji TV, 2005)
- Busu no Hitomi ni Koishiteru (Fuji TV, 2006)
- Akuma ga Kitarite Fue wo Fuku (Fuji TV, 2007)
- Yu Yu Hakusho (Netflix, 2023)